# 葛利斯676
葛利斯676（Gliese 676）是一個視星等10等的聯星，系統中的兩顆恆星都是紅矮星，距離地球約53光年，位於天壇座。2009年發現該系統中的主星有一顆氣體巨行星，再於2011年確認第二顆行星，以及2012年確認第三顆和第四顆行星。

## 行星系統
第一顆行星葛利斯676b是一顆類木行星，2009年10月首次被觀測到，2011年正式公開，並確認主星的徑向速度改變趨勢與伴星無關。但即使在擬合了第一顆行星的徑向速度變化趨勢以後，仍有大約3.4 m/s的速度變化，且遠大於儀器誤差的1.7 m/s。這暗示仍有其他物體環繞主星公轉。
2012年初，高精度徑向速度行星搜索器觀測葛利斯676的資料被程式 HARPS-TERRA 做為更好的資料縮減測試之用。即使資料的誤差區間下限較低，獲得的資料量仍比2011年少。不過團隊的結論仍是與之前其他團隊類似的，即資料變化趨勢顯示有一顆行星存在。而殘餘的徑向速度仍然高於儀器誤差，暗示有另外得天體存在，但當時並未對此做出相關結論。
在先前資料分析至2012年6月這期間，其他於2011年進行的徑向速度量測資料被公開，使科學家可用 HARPS-TERRA 進行資料縮減。再使用之前發現HD 10180i和HD 10180j的贝叶斯概率分析確認了葛利斯676b的存在，以及將之前被認為只是個趨勢的資料確認為葛利斯676c的存在跡象。在前兩顆行星的訊號確認後，第三個強烈訊號週期是35.5日，誤差機率是0.156。經過104次測試後，誤差機率是足夠低的0.44%，因此被確認為週期性的行星公轉訊號。第三顆行星的質量下限是地球的11倍，介於超級地球和類似海王星類木行星的10倍地球質量界限處。第三個行星訊號確認後，又發現了週期3.6日的訊號，誤差機率更遠低於之前分析發現的行星，因此立刻被確認。第四顆行星的質量下限是4.5倍地球質量，屬於質量較小的超級地球。
這個行星系統是目前所有行星系中行星質量差異最大的系統。這也讓人聯想到類似太陽系的層次，質量較大的類木行星距離母恆星較遠，而較小的類地行星則靠近母恆星。
| 成員 (依恆星距離) | 质量            | 半長軸 (AU)     | 轨道周期 (天)   | 離心率        | 傾角 | 半径 |
| ----------------- | --------------- | --------------- | --------------- | ------------- | ---- | ---- |
| d                 | ≥4.4 ± 0.7 M⊕   | 0.0413 ± 0.0014 | 3.6000 ± 0.0008 | 0.15 ± 0.09   | —    | —    |
| e                 | ≥11.5 ± 1.5 M⊕  | 0.187 ± 0.007   | 35.37 ± 0.07    | 0.24 ± 0.12   | —    | —    |
| b                 | ≥4.95 ± 0.31 MJ | 1.80 ± 0.07     | 1050.3 ± 1.2    | 0.328 ± 0.004 | —    | —    |
| c                 | ≥3 MJ           | 5.2             | 4400            | 0.2           | —    | —    |